# Karl Häßler

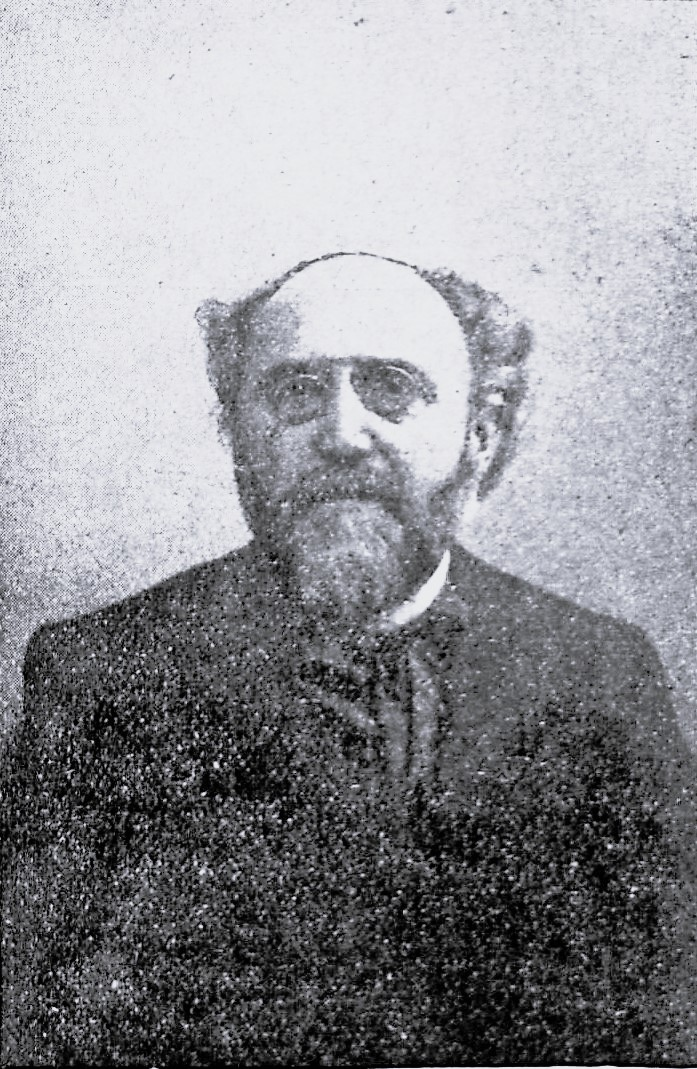
Karl Häßler

Karl Amadeus Wilhelm Häßler (* 14. Juni 1849 in Sondershausen; † 2. Januar 1914 in Lübeck) war ein deutscher Kapellmeister und Komponist.

## Leben

### Herkunft
Zu seinen Vorfahren gehörte mit Johann Wilhelm Häßler „einer der feinsten Köpfe“ aus der Zeit zwischen Bach und Mozart. Seine Kompositionen gewannen zu der Zeit von Karls Tod wieder mehr Beachtung.

### Laufbahn
Bei seinem Vater, dem damaligen Fürstlichen Kammermusikus Louis Häßler († 1876), erhielt Karl Violin- und Klavierunterricht. Im Violinspiel vervollkommnete er sich dann beim Hofkonzertmeister Wilhelm Uhlrich und erlernte beim Hofmusikdirektor Frankenberger die Theorie. Alle drei waren Mitglieder der Fürstlichen Kapelle.
Vom 14. bis zum 20. Lebensjahr war Häßler Mitglied der Hofkapelle in Sondershausen. Als er nach Berlin übergesiedelt war, nahm er dort Unterricht bei Heinrich Ehrlich und Franz Brendel  (Klavier). Bei Friedrich Kiel und später Eduard Marxsen in Altona, letztgenannter war Lehrer von Brahms, studierte er Theorie und Kompositionslehre (Harmonielehre, Kontrapunkt, Formenlehre in der Musik, Instrumentenlehre).
Seine Wanderjahre führten Karl als Theaterkapellmeister an die Stadttheater von Danzig, Stettin, Cöln, Berlin (Nationaltheater), Posen, Bremen und Aachen. Nachdem ihn die beste Zeugnisse von Max Bruch und Carl Reinthaler aus Bremen, Hofkapellmeister Frankenberger aus Sondershausen und andere empfahlen, wurde er am 29. November 1879 zum Chormeister der damals in großer Blüte stehenden Lübecker Liedertafel gewählt und am 7. Januar 1880 von Eduard Hach in sein Amt eingeführt.
Auch andere Vereine sicherten sich die Dienste des Chordirigenten. So wirkte Häßler an der Spitze des gemischten Seemännischen Chores von 1886 bis 1891 und der Polyhymnia von 1886 bis 1888. Von 1881 bis 1882 war er der Dirigent des gemischten Chors in Eutin. Im Spätherbst 1891 übernahm er die Leitung des Quartettvereins Concordia. Nach dessen Verschmelzung mit dem Lübecker Liederkranz 1900 trat er an die Spitze des noch bei seinem Tode blühenden Vereins Liederkranz Concordia. Am Sonntag, dem 4. Januar 1914 sollte unter seiner Leitung ein Konzert des Vereins stattfinden.

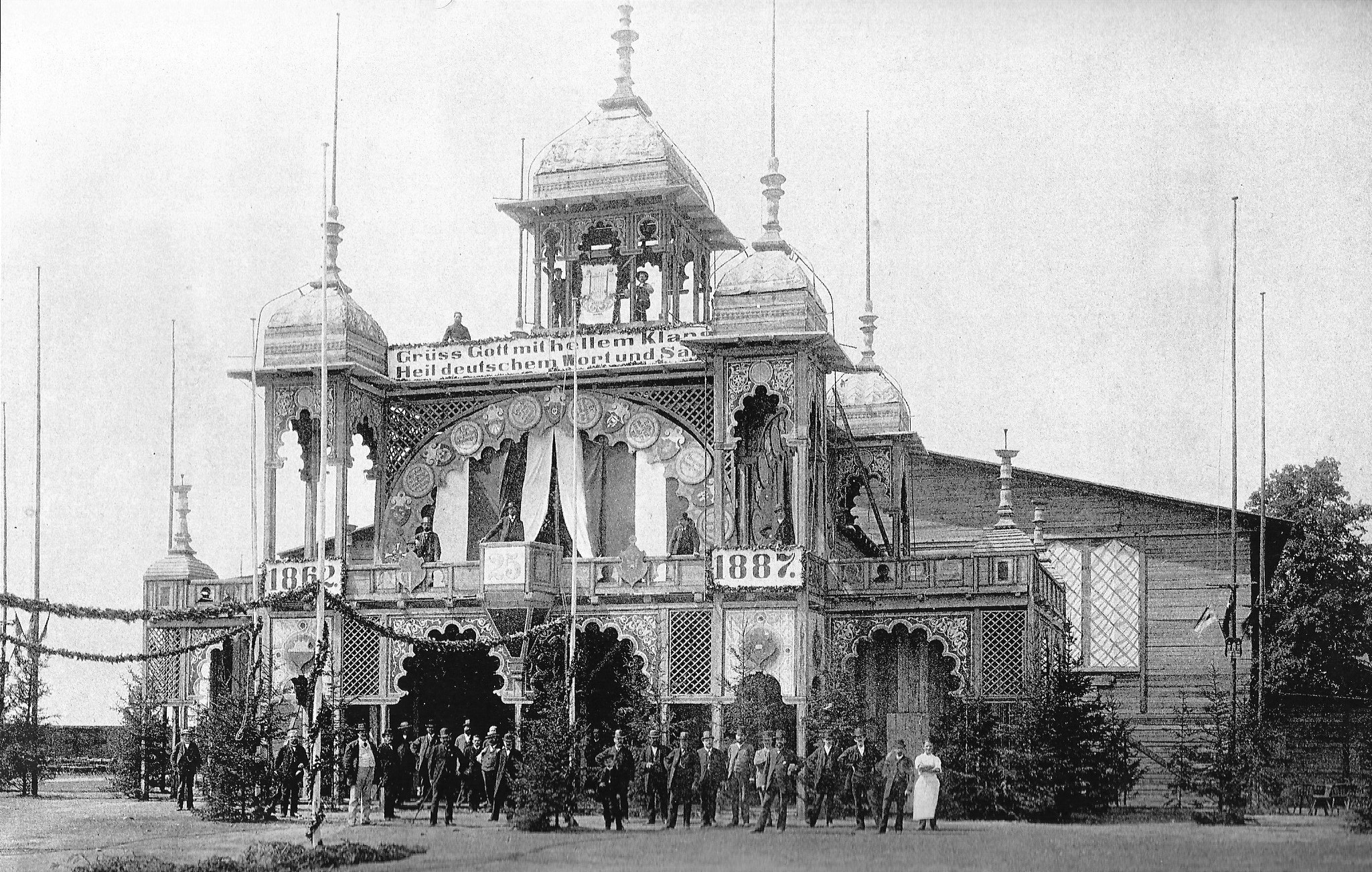
Sängerfesthalle im Sommer 1887 auf dem Burgfeld zum 25-jährigen Jubiläum des Deutschen Sängerbundes

Häßler wurde 1886 für den ausscheidenden Otto Dittmer zum Mitglied des Bundesrats des Niedersächsischen Sängerbundes, dem er bis zu seinem Tode angehören sollte, gewählt. Seine Kompetenz im Leiten von Massenchören stellte er auf dem X. Niedersächsischen Sängerbundfest, das vom 30. Juli bis zum 2. August in Lübeck abgehalten wurde, unter Beweis. Zusammen mit Arnold Krug leitete er dort die großen Konzerte. Deren Gestaltung sollte über Jahre hinweg einen Einfluss auf die Gestaltung der Programme jener Konzerte haben. In der Folge wurde ihm auch die Leitung der Veranstaltungen in Itzehoe (1896), Bad Oldesloe (1898), Mölln (1900) und Segeberg (1908) übertragen.
Am 25. Jahrestag seiner dortigen Dirigententätigkeit der Liedertafel wurde Häßler für die Hebung des deutschen Männergesanges und die Leitung der Chöre bei öffentlichen Anlässen, sein unermüdliches Fördern der Musikpflege in der Stadt und seine erfolgreiche praktische und theoretische Ausbildung zahlreicher Schüler, zu denen Karl Lichtwark oder auch Mitglieder des Senats gehörten, gewürdigt, und ihm wurde vom Senat der Titel eines Professors verliehen.
Als Komponist trat Häßler mit einer Reihe von Tonschöpfungen an die Öffentlichkeit. Mit seinen eigenen musikalischen Tonschöpfungen, so durch die Vertonung einer Anzahl von Liedern, die häufig die Programme der Männergesangsvereine, namentlich derer Norddeutschlands, zierten, und durch die Komposition von mehreren Klavier- und Orchesterwerken hat er sich einen Namen erarbeitet, der weit über die Grenzen Lübecks reichte.
Er galt als ein ausgezeichneter Pädagoge, in seinen besten Jahren zudem ein famoser Klavierspieler, dessen Interpretationen von Bach und Mozart besonders geschätzt wurden. So hatte er sich einen geachteten Namen als gesuchter Musik- und Gesanglehrer erworben, da er Lust und Liebe in seinen Schülern für die edle Kunst zu erwecken verstand.
Ein beredtes Zeichen für die Hochachtung, die er im Leben genoss, war die ungemein große Zahl derer, die ihm, der in Folge eines Herzschlags verstarb, bei strömendem Regen das Letzte Geleit zum Burgtorfriedhof gaben. In großer Anzahl erwiesen ihm die Sänger, die ihm so manchen Erfolg verdankten, sowie zahlreiche Freunde und viele Schüler und Schülerinnen die letzte Ehre. Die Regimentskapelle, mit der er oft gemeinsam gewirkt hatte, spielte Trauerweisen an seinem Grabe. Der Jakobi-Pastor Johann Georg Tegtmeyer, ein ehemaliger Schüler Häßlers, hielt die Trauerandacht, worauf der Liederkranz Concordia das von ihm komponierte Grablied „In des Friedhofs stillen Gründen“ sang. Herr Dettmann, Sprecher des Niedersächsischen Sängerbundes, sprach am offenen Grab und gelobte im Sinne des Verstorbenen weiter zu wirken.
Der Verfasser seines Nachrufs ging davon aus, dass Häßlers zur zweiten Heimat gewordene Stadt für diesen ein bleibendes Denkmal schaffen werde. Der im gleichen Jahr noch beginnende Krieg und die sich anschließenden Veränderungen ließen Häßler jedoch in Vergessenheit geraten.

## Werke (Auswahl)
Von Häßler sind vom Anfang der 1870er Jahre bis 1912 insgesamt 71 Opus-Kompositionen verschiedener Art für eine Singstimme, Chor, Klavier und Orchester und in verschiedenen Verbindungen untereinander, erschienen.
- Op. 1, das Anfang der 70er Jahre erschien, enthält ein Lied für eine Singstimme: „Mein Herz und deine Stimme“.
- Op. 2, eine Romanze für Klavier, betitelt sich „Dämmerung“.
- Op. 3, enthält wieder ein Lied für eine Singstimme: „Lieb und Leid“.

Unter den gefälligen Melodien für eine oder mehrere Singstimmen waren besonders das als Op. 51 im Jahre 1900 erschienene „Zieh hinaus im Morgengrauen“; lustig sind auch die als Op. 52 erschienenen Kegler-Lieder „Gut Holz“ und als Op. 53 der Pfropfenzieher „Nun lasst uns tapfer brechen den Rheinweinflaschen den Hals“ beliebt.
Auch Gelegenheitskompositionen wie ein Lied zur silbernen Hochzeit und zum Silvesterabend finden sich unter des Musikers Erzeugnissen.
- Op. 57 betitelt sich „Kreuzfidele Leut“
- Op. 58 „Das deutsche Lied“
- Op. 60 enthält das seinerzeit häufig gesungene Chorwerk für Männerchor mit drei Trompeten „Des Kaisers Reitersleut“.

Erwähnt seien noch mehrere ernste, auch in freimaurerischen Kreisen verwendete Gesänge, eine Reihe vaterländischer Weisen, Grablieder usw. Vorwiegend waren es aber heitere Kompositionen. Ein bezeichnendes Beispiel ist hierfür das stets bei Aufführungen zur Wiederholungen begehrte „Mädel, Mädel sei gescheid, nutze deine Rosenzeit, such dir einen Mann, der dich tüchtig küssen kann“.
Die letzte Komposition Op. 70 enthält drei Männerchöre und Op. 71 zwei Männerchöre, „In der Teufelsschenke“ und „Ein Fliegenroman“. Die Häßlerschen Kompositionen sind zunächst im Verlag von F. W. Kaibel in Lübeck, später sämtlich beim Musikverlag Anton J. Benjamin in Hamburg erschienen.